# Ceratiomyxa
A Ceratiomyxa az Eumycetozoa Ceratiomyxidae kládjának nemzetsége, melyet először nem formálisan Pier Antonio Micheli írt le, formálisan pedig Otto Friedrich Müller írta le először 1777-ben. Gyakori korhadó fán.
A plazmódium gyakran fehér dérre vagy vékony vizes rétegre hasonlít a fán. A pillér- vagy falszerű sporangiumok ebből csíráznak, és spórákat fejlesztenek, belőlük 2 osztódás után 4 ostoros zoospóra keletkezik. Ezek párosodnak, plazmogámiával új plazmódiumot alkotó zigótákká válnak.
A nemzetség jelenleg 4 fajú. Típusfaja a világ legtöbb részén megtalálható Ceratiomyxa fruticulosa. További ismert fajai többnyire trópusi éghajlaton fordulnak elő.

## Etimológia
A Ceratiomyxa a latin ceratus, viaszos és az ógörög μυξα, nyálka szavakból származik.

## Történet
Első faját Puccinia ramosa néven 1729-ben írta le Pier Antonio Micheli, mikológus. E faj ma a Ceratiomyxa fruticulosa, bazionim neve Byssus fruticulosa, melyet Otto Friedrich Müller írt le 1777-ben. 1805-ben Albertini és Schweinitz 2 további faját írták le, a C. hydnoideumot és a C. porioidest. De mivel a Ceratiomyxa-fajok különböző alakokat vehetnek fel, számos először fajként leírt alak szinonimává vált – például e két név a C. fruticulosa szinonimája. Cavalier-Smith et al. 2016-ban Cavalier-Smith et al. az Apusozoa csoporton belüliként mutatták ki a Protosporangiidát attól függetlenül, hogy szerepelt-e az elemzett filogenetikai fában.
A Ceratiomyxa nemzetséget először Schroeter írta le 1889-ben, és először Martin és Alexopoulos helyezte 1969-ben a Myxomycetes Ceratiomyxomycetidae alosztályába, de Olive 1970-ben az Eumycetozoa Protostelia osztályába helyezte. Rostafiński és Calkins az Exosporeae csoportba sorolták, melyet Cavalier-Smith et al. 2004-ben a Stelamoebea osztályba helyeztek alosztályként, ebben a Ceratiomyxa a Ceratiomyxida egyetlen családjának (Ceratiomyxidae) egyetlen nemzetségeként szerepelt.
2010-ben Fiore-Donno et al. a Dictyostelia, a Myxogastria és a Ceratiomyxida együttesét Macromycetozoának nevezte, melyet 2013-ban Cavalier-Smith főosztállyá tett. Azonban a Protosporangiida ide tartozása a nevet helytelenné, a Protostelea elhagyása a Mycetozoa szinonimájává tette, melynek további használatát Cavalier-Smith, Chao és Lewis javasolták 2016-ban egy olyan csoportra, melynek a Protosporangiida tagja, az Acrasidae nem.
Adl et al. 2019-ben a Protosporangiida kládban a Protosporangiidae testvércsoportjaként írták le. 2024-ben Fry et al. a C. porioidesről nukleotid- és aminosav-alapú genetikai elemzéssel kimutatták, hogy önálló faj.

## Élőhely, ökológia
A Ceratiomyxa gyakori korhadó fán. A nagy rönkök és tönkök ideális szubsztrátok számára, de kisebb kolóniák találhatók faágakon is. Henry C. Gilbert Ceratiomyxa-gyűjteményében vannak örökzöld toboztermőkön (Pseudotsuga), szilen (Ulmus), juharon (Acer), tölgyön (Quercus), Tilián és nyíren (Salix) növő példánya is. F. O. Grover egy zsákon is talált Ceratiomyxa-példányt.
Fajai világszerte megtalálhatók. A C. fruticulosa a leggyakoribb, és kozmopolita. A C. morchella és a C. sphaerosperma csak a trópusi övezetben ismert. E két faj 1500–2000, illetve 3000–5000 mm éves csapadékmennyiség mellett a leggyakoribb.

## Morfológia
Plazmódiuma nyálkás réteggel körülvett hálós vagy vékony rétegként elterülő amőba. Gyakran átlátszó vagy fehér, de lehet sárga, rózsaszín vagy kékeszöld. Sejtplazmaáramlása jól látható, és 40 s-es ciklusokban történik az egyik irányba, majd megáll, majd fordul vissza. Az áramlás a sporangiumok fejlődésekor lelassul, mitóziskor megáll. Sporangiumai több formát is felvehetnek, például:
- Egyszerű pillérszerű kiemelkedések. Egyes fajokban ezek az alapnál kitágulnak, egyesülve plazmódiumréteggé válnak.
- Frutikulus: Ujjszerű, általában osztatlan kiemelkedések csoportja[2]
- Arbuskulusok: Kis fákra hasonlító ágak, melyek felszínén spórák fejlődnek
- Filiform: Vékony, hosszú pillérek
- Porioid: Hálószerű falak. Spórái a fal oldalán és szélén fejlődnek.

Spórái gömbölyűek vagy ellipszoid alakúak, önállóan csatlakoznak a tönkhöz sporangiumaikról. Átmérőjük 8-13 μm. Fala vékony, átlátszó. Szemcsés, és néhány vakuóluma gyakran a szélén vagy a mag közelében van. A mag átmérője 3 μm.

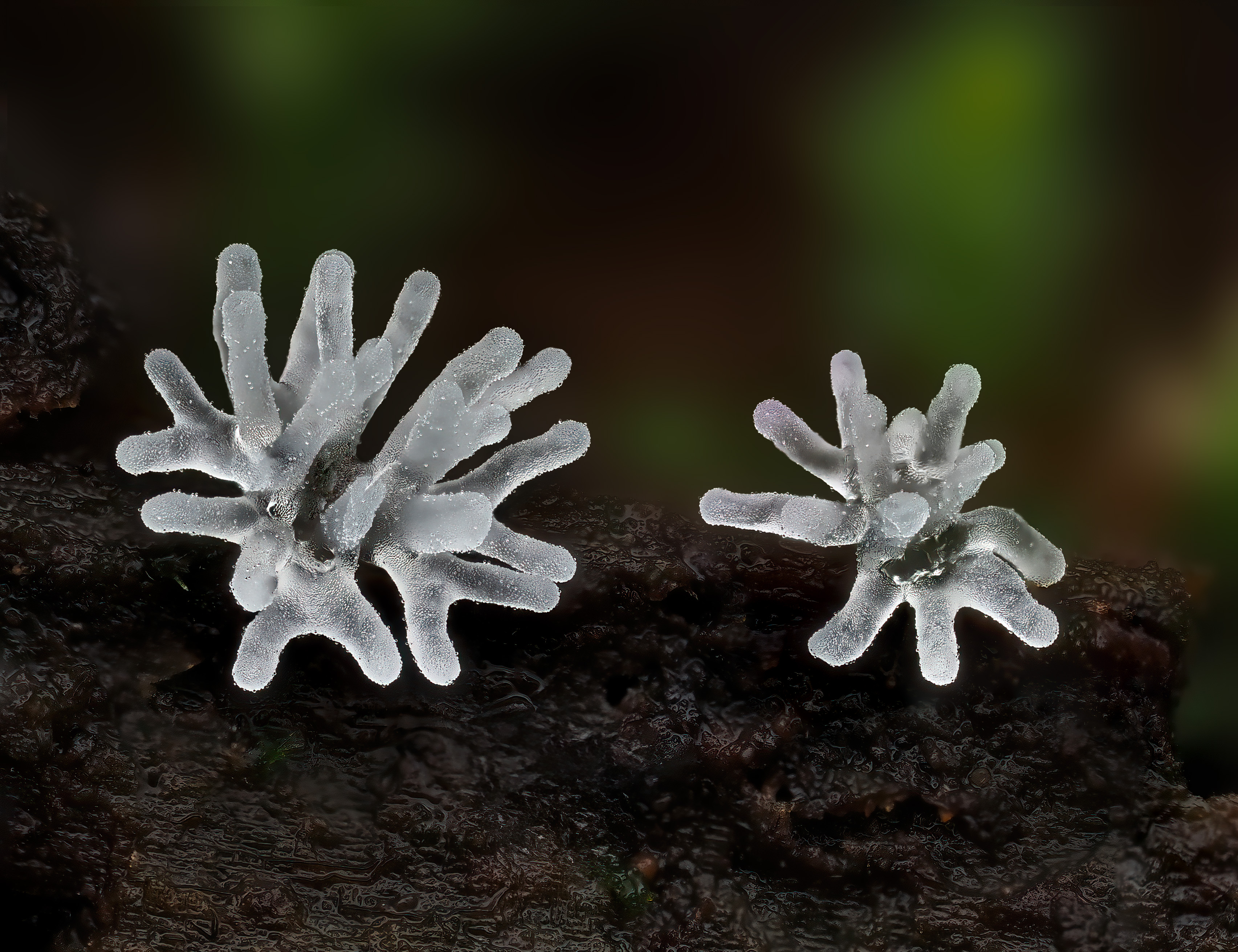
Ceratiomyxa fruticulosa

Rajzósejtjei nyújtott ostoros amőbák 1 vagy 2 hosszú vagy 1 hosszú és 1 rövid ostorral. Ostorai együtt vagy átellenes sejtvégen lehetnek. Megjelenésükkor a rajzósejtek hossza 6–8 μm, a régebbi rajzósejtek akár 12 μm-esek is lehetnek. Sporokarpiumai tönkkel rendelkeznek, és mindig 1 spórásak.

## Életciklus
A Ceratiomyxa plazmódiuma diploid, korhadó fán gyakori, és vékony réteget alkot. Ez álló sporangiumot képez, mely mintegy 6 óra alatt megérik. Sok kis tönk jelenik ekkor meg protospórákat alkotva. Ezután indul a protospórák meiózisa. A profáziskori kromoszómaszinapszis ekkor történik. Meiózisa során szinaptonémás komplexe is van.
A tönkök teljes megnyúlása után vékony, átlátszó fal szekretálódik a protospórák körül, spórákká téve őket. Ezek érése 24 óráig tart. Ezután 2 meiotikus osztódás történik, így a spóra 4 magvúvá válik.
Szóródás után e 4 magvú spórák csíráznak, és csupasz protoplasztok jelennek meg. Ezek vizet felvéve a spóra mintegy 3-szorosára nőnek. Rövid fonalakat bocsátanak ki, melyek végül gömbökké alakulnak vissza. Egyes esetekben e fázis kimarad, és gömbölyű marad a protoplaszt. A magok ezután egy tetraéder 4 pontjába vándorolnak, és a protoplaszt 4 lebenyre bomlik. Ezután nem sokkal a tetrádban mitózis történik, és 8 haploid sejtté osztódik.
Minden sejt 1 hosszú vagy 2 egyenlő vagy egyenlőtlen ostorú rajzósejtet bocsátanak ki. Ennek ostorai apikálisak és akronémásak, azokat elveszthetik, ivartalan mixamőbákká válva, vagy páronkénti szingámiával diploid zigótát alkothatnak.

## Genetika
Rendelkezik az ostorral funkcionális kapcsolatban álló IFT27- (RabL4), RTW- (RabL2) és RAB23-paralógokkal, azonban Porfírio-Sousa et al. nem tudták igazolni, hogy ezek más ostoros Amoebozoa-fajokéival közeli rokonok.
EF-1α génjében van egy intron, mely nem található meg a Kelleromyxa fimicola kivételével egy Physarales-fajban se.

## Fajok
Jelenleg 5 ismert faja van:
- Ceratiomyxa fruticulosa Micheli, 1729
- Ceratiomyxa sphaerosperma Boedijn, 1927
- Ceratiomyxa morchella Weldon, 1954
- Ceratiomyxa hemisphaerica Olive et Stoianović, 1979
- Ceratiomyxa porioides Fry et al. 2024[7]

## Fordítás
Ez a szócikk részben vagy egészben  a   Ceratiomyxa című angol Wikipédia-szócikk ezen változatának fordításán alapul.  Az eredeti cikk szerkesztőit annak laptörténete sorolja fel. Ez a jelzés csupán a megfogalmazás eredetét és a szerzői jogokat jelzi, nem szolgál a cikkben szereplő információk forrásmegjelöléseként.